# Llaulli kichka
Llamado también llaulli wayta. Voces quechua que en castellano significa Flor de Yauli. Es una planta originaria de los andes peruanos, con flores amarillas y rosadas, que crece, sobre todo en el distrito de Yauli, provincia homónima de la Región Huancavelica.